# کارلوس کاستانیدا
کارلوس کاستانیدا (اسپانیایی: Carlos Castañeda‎؛ زادهٔ ۴ ژانویهٔ ۱۹۶۳) بازیکن فوتبال اهل گواتمالا بود.
از باشگاه‌هایی که در آن بازی کرده است می‌توان به باشگاه فوتبال کامیونیکیشنس اشاره کرد.
وی همچنین در تیم ملی فوتبال گواتمالا بازی کرده است.